# Šentjanž pri Dravogradu
Šentjanž pri Dravogradu – wieś w Słowenii, w gminie Dravograd. W 2018 roku liczyła 481 mieszkańców.